# Bettine Vriesekoopová

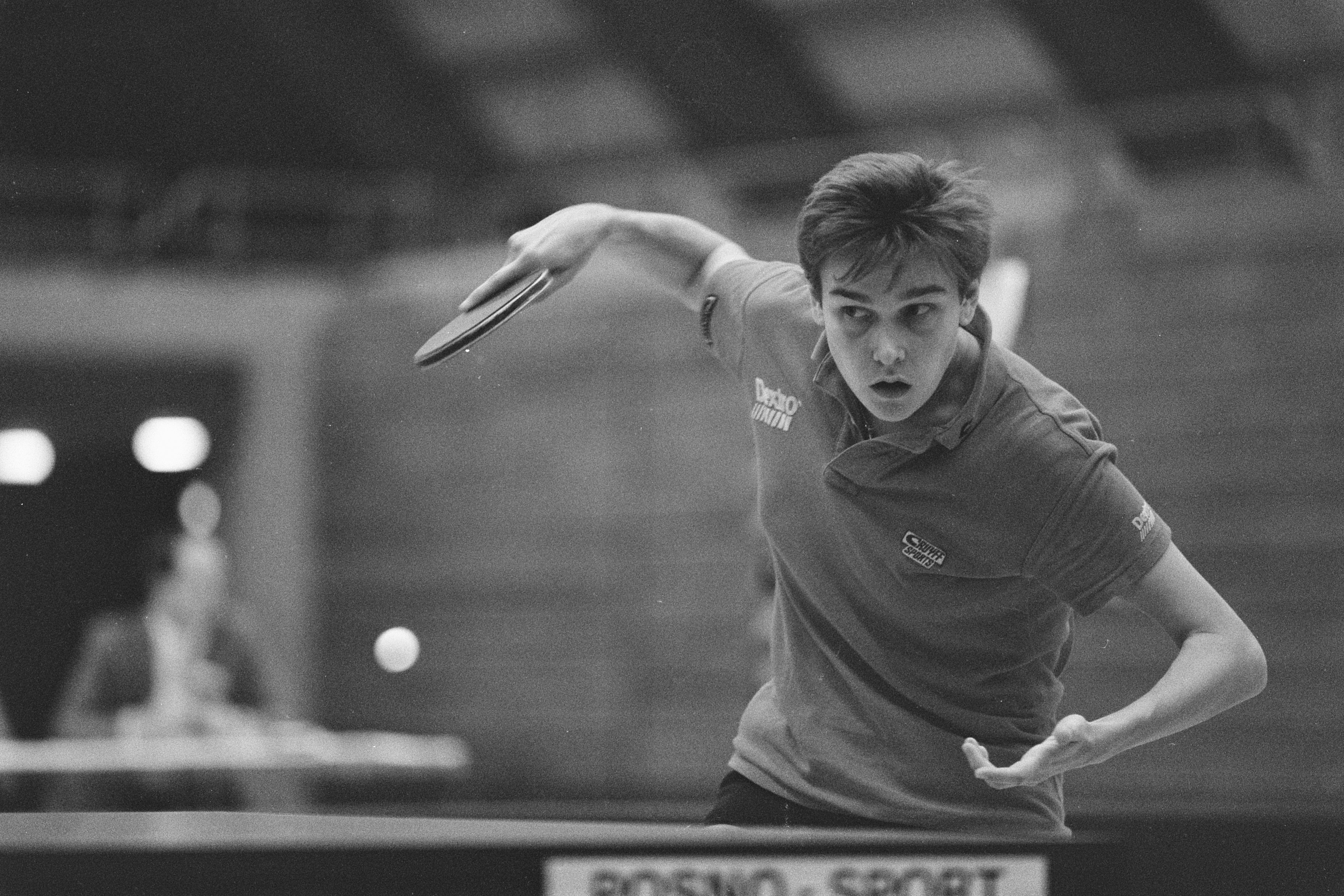
Bettine Vriesekoopová (1986)

Bettine Vriesekoopová, celým jménem Hubertina Petronella Maria Vriesekoopová (* 13. srpna 1961 Hazerswoude-Rijndijk) je bývalá nizozemská stolní tenistka.
Je nejmladší z devíti dětí farmářské rodiny, hrát začala jako jedenáctiletá v klubu Avanti Hazerswoude TTC pod vedením trenéra Gerarda Bakkera. V roce 1977 vyhrála dvouhru na mistrovství Evropy juniorů ve stolním tenise, získala tři tituly mistryně Evropy: v roce 1982 ve dvouhře a ve smíšené čtyřhře s Polákem Andrzejem Grubbou a v roce 1992 znovu ve dvouhře. Na mistrovství světa ve stolním tenise byla čtvrtá v soutěži družstev v letech 1985 a 1987 a v roce 1983 byla čtvrtfinalistkou smíšené čtyřhry. Startovala na třech olympijských hrách: třikrát hrála čtvrtfinále, v roce 1988 ve dvouhře i čtyřhře a v roce 1992 ve čtyřhře. Vyhrála Europe Top-12 v letech 1982 a 1985. V roce 1994 získala s nizozemským týmem třetí místo na Světovém poháru ve stolním tenise. V letech 1987, 1992 a 2002 byla členkou družstva, které vyhrálo Pohár ETTU. Třicetkrát se stala mistryní Nizozemska, v letech 1981 a 1985 byla zvolena nizozemskou sportovkyní roku.
Kariéru ukončila v roce 2002. Dlouho pobývala v Číně, studovala čínštinu a orientální filosofii, napsala o tamním životě řadu knih a novinových reportáží, pracuje také pro rozhlasovou relaci zaměřenou na buddhismus. V roce 1995 pózovala pro časopis Playboy.